# Oratorio di Sant'Antonio Abate (Pistoia)

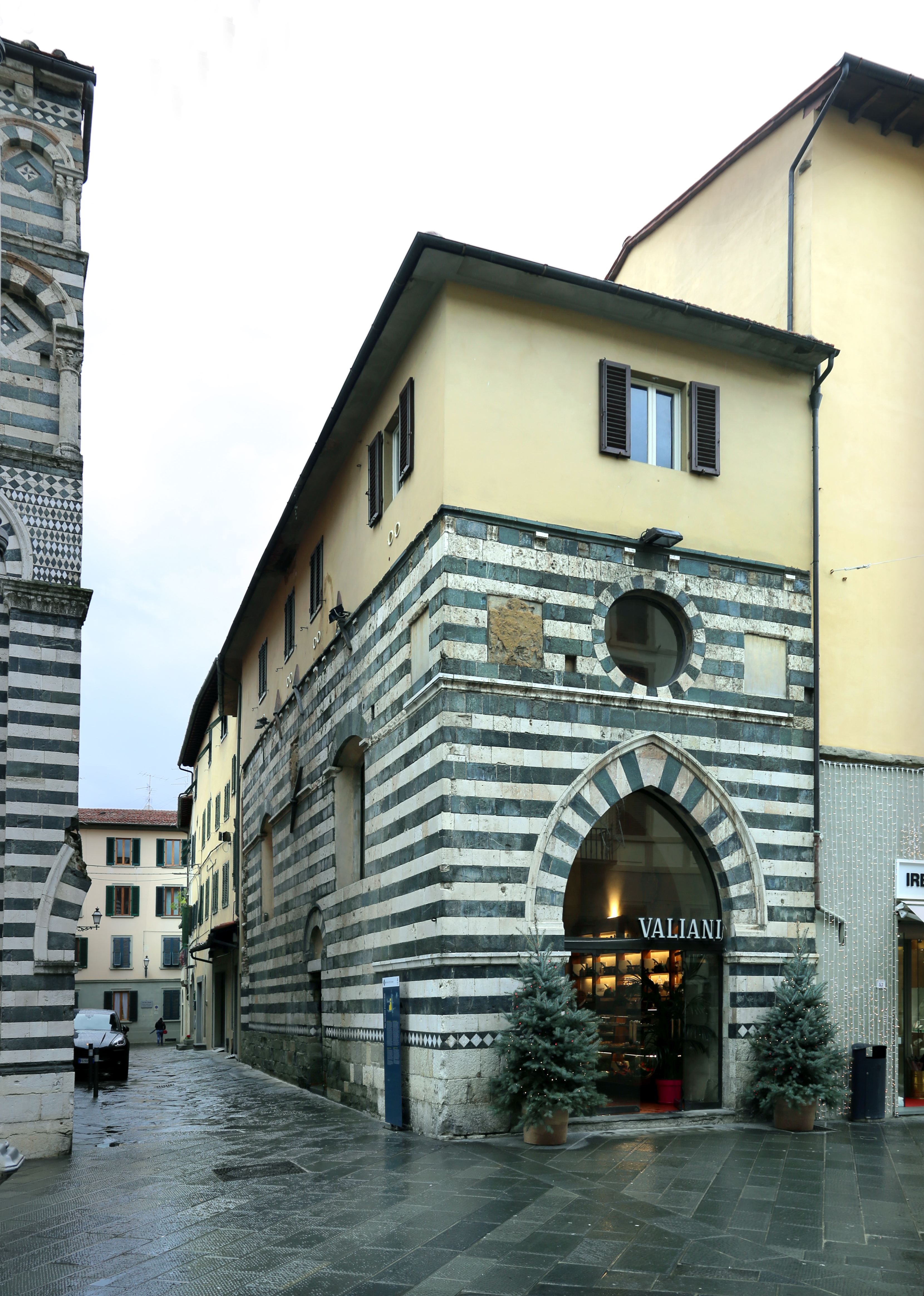
Ex oratorio di Sant'Antonio Abate

L'ex oratorio di Sant'Antonio Abate si trova a Pistoia.

## Storia e descrizione
Fondato dalla famiglia Fioravanti nel 1334, dipendeva dalla chiesa di San Giovanni Fuorcivitas, cui era collegato tramite un arco. In questo spazio trecentesco, con facciata dicroma analoga a quella della chiesa vicina, veniva impartita la benedizione agli animali della campagna, di cui sant'Antonio abate era il protettore. Nel 1783 il vescovo Ricci ordinò la chiusura dell'oratorio, che pochi anni dopo fu acquistato da privati e trasformato in osteria e abitazione. Nel 1864 fu acquistato dalla famiglia Valiani che vi installò una pasticceria. Nel 1964 fu intrapreso un restauro curato dall'architetto Secchi che riportò anche l'interno alla sua volumetria primitiva.